# Pantaleón Astiazarán (fotógrafo)
Pantaleón (Panta) Astiazarán (1 de mayo de 1948), es un médico, karateka, operador de cámaras de descompresión de buceo, marino, periodista y fotógrafo uruguayo. Conocido como Panta Astiazarán.

## Biografía
Heredó el nombre de su abuelo, el médico y político Pantaleón Astiazarán.
Estudió en la Facultad de Medicina de la Universidad de la República, se tituló de médico general. Combinó sus estudios con su pasión por el buceo, realizando en París en 1978 un curso de medicina del buceo profesional.
Ganador rioplatense de karate, fue custodio de Líber Seregni (en el año 1971), luego retomó sus estudios de medicina. Trabajó para diferentes medios como el diario El País y la revista Tres.
Editor fotográfico de AFP, ha realizado numerosas muestras colectivas e individuales.

## Libros
- 1980, Como agua entre las manos (editado en Brasil).
- 2009, Cuidando al general.
- 2018, Panta Astiazarán-Fotografía Contemporánea Uruguaya, Ediciones CDF.

Recibe el Premio Morosoli en 1999, otorgado por la Fundación Lolita Rubial por el conjunto de su obra fotográfica.